# Систематска десензибилизација
Систематска десензибилизација  је врста бихевиоралне терапије. Често се користи за анксиозне поремећаје и има за циљ суочавање са темама које изазивају страх. Међутим, за разлику од анксиозних поремећаја , он пружа приступ корак по корак. Јосепх Волпе се сматра оснивачем систематске десензибилизације . Систематска десензибилизација се сматра мање ефикасном од терапије излагањем без методе опуштања.  Систематска десензибилизација понекад се чак критикује као „управљање избегавањем“.  Насупрот томе, поступно суочавање са стимулусом (без методе опуштања) може бити корисно ако се пацијент може боље мотивисати за вежбање, посебно између сесија.

## Историја и порекло
Прву клиничку употребу систематске десензибилизације описала је пионирка бихевиоралисткиња Мари Цовер Јонес (1924), која је открила да су и директно условљавање и социјална имитација ефикасне методе за уклањање дечјих страхова. Она је закључила да је најбољи начин да се разбију неприлагођени одговори увођење предмета који се плаши док дете ужива у себи.
Јонесин колега и пријатељ Јозеф Волпе заслужан је за операционализацију методе 1958. године. Своје истраживање засновао је на једноставној идеји да, ако би човек могао да достигне неко стање опуштености које је антагонистично за анксиозност или страх, а затим тај страх искуси на неки начин, укупни утицај тог страха био би смањен. Волпе је открио да опуштеност у ситуацијама које су раније изазивале анксиозност имају тенденцију да смање страх везан за стимулусе. Другим речима, Волпе је успео да замени опуштајући одговор на неприлагођену неуротичну навику.
Након својих истраживања Волпе је известио о огромној стопи излечења од 90% или великом побољшању у низу од 210 случајева. Такође је известио да се његови случајеви нису поновили и нису развили нове врсте неуротичних симптома.

## Метода
Терапеут прво разрађује хијерархију стимулуса са пацијентом (јачина осећаја страха везаног за тему), будући да је већина анксиозних поремећаја у дотичној особи претходно дошла до генерализације стимулуса . Тако је и з. На пример, неко ко има фобију од пацова обично се такође плаши мишева, мало мање замораца, па чак и „мало“ страха (осећај непријатности) од крзна и крзна. Чак и само ментално представљање одговарајућих предмета или ситуација изазваће страх. Што су симптоми мање сложени, лечење може бити циљаније.
Систематска десензитизација тада почиње са слабом кариком у претходно створеној хијерархији стимулуса и суочава пацијента са идејом о објекту који дотична особа повезује са стварним објектом фобије само у малој мери. Осим тога, вежба се анксиозно агонистичко понашање, обично такозвано прогресивно опуштање мишића (такође: прогресивно опуштање мишића, скраћено ПМР ). Ако се појави страх приликом представљања стимулуса, презентација се одмах прекида и укључује опуштање. Када се пацијент на то навикне, односно десензибилизиран, може приступити сљедећем нивоу и усудити се приступити му с мишом. Хијерархија стимулуса ради се корак по корак до покретачког објекта менталног поремећаја , тако да погођена особа на крају није нужно потпуно излечена од свог поремећаја, али ће се барем у будућности боље носити са својим осећањима према одређеним предметима или ситуације.